# КК Динамо Тбилиси
КК Динамо Тбилиси (груз. საკალათბურთო კლუბი ,დინამო’’) је грузијски кошаркашки клуб из Тбилисија. У сезони 2018/19. такмичи се у Суперлиги Грузије.

## Историја
Клуб је основан 1934. године. У време Совјетског Савеза освојио је четири првенства и три купа. Од 1991. до данас шест пута је био првак грузијског првенства.
У сезони 1959/60. поражен је у финалу ФИБА Купа европских шампиона. Ипак, две године касније успео је да освоји ово такмичење и постане европски првак, а у финалу је резултатом 90:83 савладао Реал Мадрид. У сезони 1968/69. стигао је и до финала ФИБА Купа победника купова.

## Успеси

### Национални
- Првенство СССР:
  - Првак (4): 1950, 1953, 1954, 1968.
  - Вицепрвак (4): 1947, 1960, 1961, 1969.

- Првенство Грузије:
  - Првак (6): 1991, 1992, 2003, 2014, 2017, 2018.
  - Вицепрвак (4): 1947, 1960, 1961, 1969.

- Куп СССР:
  - Освајач (3): 1949, 1950, 1969.
  - Финалиста (1): 1953, 1973.

### Међународни
- Евролига (ФИБА Куп европских шампиона):
  - Освајач (1): 1962.
  - Финалиста (1): 1960.

- Куп Рајмунда Сапорте (ФИБА Куп победника купова):
  - Финалиста (1): 1969.

## Познатији играчи
- Марко Поповић